# (7415) Susumuimoto
(7415) Susumuimoto (1990 VL8) – planetoida z pasa głównego asteroid okrążająca Słońce w ciągu 5,67 lat w średniej odległości 3,18 j.a. Odkryta 14 listopada 1990 roku.